# William Prince
William Prince (Nichols, 26 gennaio 1913 – Tarrytown, 8 ottobre 1996) è stato un attore statunitense.
Il nome completo era William LeRoy Prince.

## Biografia
È apparso in numerose soap opera nonché in svariati film, spesso come guest star.

## Filmografia parziale

### Cinema
- Destinazione Tokio (Destination Tokyo), regia di Delmer Daves (1943)
- Obiettivo Burma! (Objective, Burma!), regia di Raoul Walsh (1945)
- Sinfonie eterne (Carnegie Hall), regia di Edgar G. Ulmer (1947)
- Solo chi cade può risorgere (Dead Reckoning), regia di John Cromwell (1947)
- La sete dell'oro (Lust for Gold), regia di Sylvan Simon (1949)
- Cirano di Bergerac (Cyrano de Bergerac), regia di Michael Gordon (1950)
- Il re vagabondo (The Vagabond King), regia di Michael Curtiz (1956)
- Macabro (Macabre), regia di William Castle (1958)
- Sacco e Vanzetti, regia di Giuliano Montaldo (1971)
- Blade, il duro della Criminalpol (Blade), regia di è un film Ernest Pintoff (1973)
- La fabbrica delle mogli (The Stepford Wives), regia di Bryan Forbes (1975)
- Complotto di famiglia (Family Plot), regia di Alfred Hitchcock (1976)
- Quinto potere (Network), regia di Sidney Lumet (1976)
- Rollercoaster - Il grande brivido (Rollercoaster), regia di James Goldstone (1977)
- Il gatto venuto dallo spazio (The Cat from Outer Space), regia di Norman Tokar (1978)
- Per amore e per denaro (Love & Money), regia di James Toback (1982)
- Executor (The Soldier), regia di James Glickenhaus (1982)
- C'è... un fantasma tra noi due (Kiss Me Goodbye), regia di Robert Mulligan (1982)
- Spie come noi (Spies Like Us), regia di John Landis (1985)
- Pazza (Nuts), regia di Martin Ritt (1987)
- Assassination, regia di Peter Hunt (1987)
- Vice Versa - Due vite scambiate (Vice Versa), regia di Brian Gilbert (1988)
- I figli del fuoco (Spontaneaus Combustions), regia di Tobe Hooper (1990)
- Cronisti d'assalto (The Paper), regia di Ron Howard (1994)

### Televisione
- The Doctor – serie TV, episodio 1x40 (1953)
- The Philip Morris Playhouse – serie TV, episodio 1x13 (1953)
- Crossroads – serie TV, episodio 2x14 (1957)
- The Nurses – serie TV, episodi 2x11-2x26 (1963-1964)
- Hawk l'indiano (Hawk) – serie TV, episodio 1x03 (1966)
- Due americane scatenate (The American Girls) – serie TV, 2 episodi (1978)
- I novellini (The Associates) – serie TV, 1 episodio (1979)
- Mai dire sì (Remington Steele) – serie TV, 2 episodi (1984-1985)
- Dallas – serie TV, 6 episodi (1986)
- Perry Mason e la novizia (Perry Mason: The Case of the Notorious Nun), regia di Ron Satlof – film TV (1986)
- La signora in giallo (Murder, She Wrote) – serie TV, episodio 5x11 (1989)
- Ritratti (The Portrait), regia di Arthur Penn – film TV (1993)
- Walker Texas Ranger - Riunione mortale (Walker Texas Ranger 3: Deadly Reunion), regia di Michael Preece – film TV (1994)

## Doppiatori italiani
Nelle versioni in italiano dei suoi film, William Prince è stato doppiato da:
- Giorgio Piazza in Sacco e Vanzetti, Il gatto venuto dallo spazio
- Stefano Sibaldi in Destinazione Tokio
- Roberto Gicca in Obiettivo Burma!
- Adolfo Geri in Solo chi cade può risorgere
- Giulio Panicali in La sete dell'oro
- Giuseppe Rinaldi in Cirano di Bergerac
- Bruno Persa in Il re vagabondo
- Emilio Cigoli in Macabro
- Gino Donato in La fabbrica delle mogli
- Roberto Bertea in Complotto di famiglia
- Gianni Marzocchi in Spie come noi
- Gianfranco Bellini in Pazza
- Cesare Gelli in Assassination
- Mario Feliciani in Vice Versa - Due vite scambiate
- Sandro Acerbo in Cirano di Bergerac (2° ridoppiaggio)